# 2020-as labdarúgó-Európa-bajnokság (selejtező)
A 2020-as labdarúgó-Európa-bajnokság selejtezőjét 2019 márciusától 2020 novemberéig játszották le. A selejtező során dőlt el, hogy mely 24 csapat jutott ki a 2020-as labdarúgó-Európa-bajnokságra. A selejtező kapcsolódik a 2018–2019-es UEFA Nemzetek Ligájával, amely egy másodlagos kijutási lehetőséget adott. 1976 óta először nincs házigazdája az Eb-nek, így minden UEFA-tagállam selejtezőt játszott.
A selejtezőben az UEFA 55 tagállama vehetett részt. Koszovó első alkalommal vett részt.

## Lebonyolítás
Az Európa-bajnokságra automatikusan egyik csapat sem jutott ki, beleértve azt a 12 országot is, amelyek az Eb-mérkőzések helyszínei közé tartozott. Összesen 24 csapat jutott ki az Európa-bajnokságra. A rendező városokat 2014 szeptemberében döntötte el az UEFA, még a selejtező megkezdése előtt, emiatt előfordulhat, hogy lesz olyan rendező ország, amelynek csapata nem jut ki az Eb-re.
Az UEFA Nemzetek Ligája 2018-as indulásával a selejtező, valamint a 2018–2019-es UEFA Nemzetek Ligája összekapcsolásával, a csapatoknak egy másodlagos kijutási lehetőségük lesz az Eb-re.
Selejtező
A selejtező 2019 márciusában kezdődött és 2019 novemberében ért véget. A lebonyolítás a 2016-oshoz hasonló volt, de csak 20 csapat szerzett részvételi jogot a selejtezőből, további 4 hely szabad maradt. A 2018–2019-es UEFA Nemzetek Ligája csoportköreinek befejezése után az 55 csapatot 10 csoportba sorsolták, melyből 5 darab ötcsapatos, 5 darab hatcsapatos volt. Továbbá az UEFA Nemzetek Ligája négyes döntőjébe jutó csapatok ötcsapatos csoportba kerültek. A sorsoláshoz a kiemelés a 2018–2019-es UEFA Nemzetek Ligája összesített rangsorolása szerint történt. A 2020-as labdarúgó-Európa-bajnokság selejtezőjének csoportjainak sorsolását 2018. december 2-án tartják Dublinban, Írországban. A mérkőzéseket 2019 márciusában, júniusában, szeptemberében, októberében és novemberében játszották, mindegyik hónapban 2 játéknap volt, 3 nap különbséggel. A 10 csoport első két helyezettje kijutott az Európa-bajnokságra.
Pótselejtező
A pótselejtezőben összesen 16 csapat vett részt, amelyet eredetileg 2020 márciusában játszottak volna, de a koronavírus-járvány miatt elhalasztották októberre és novemberre. Ez másodlagos kijutási lehetőséget adott a csapatok számára. A 16 csapat kilétét a 2018–2019-es UEFA Nemzetek Ligája összesített rangsorolása döntötte el. A 16 csapat négy ágra került, mindegyik ágon négy csapattal, mindegyik ágról egy csapat jutott ki az Eb-re. A Nemzetek Ligája mindegyik ligájának saját ága volt, ha az adott ligából legalább négy csapat nem jutott ki az Eb-re a selejtezőn át. A Nemzetek Ligája csoportgyőztesei automatikusan pótselejtezős kvótát kaptak a saját ligájuk ágára. Egy csoportgyőztes nem játszhatott egy magasabb ligában lévő csapattal.
A D ligától az A ligáig, alulról felfelé töltötték fel a 16 csapatot. Először a csoportgyőztesek kaptak kvótát a pótselejtezőre. Ha a csoportgyőztes már kijutott az Eb-re, akkor helyette az ugyanabban a ligában legmagasabban rangsorolt csapat kapta a kvótát. Ha már nem volt elég csapat a ligában, akkor a következő ligában lévő, a Nemzetek Ligája összesített rangsorában soron következő legmagasabban rangsorolt csapat kapta a kvótát.
A D ligától az A ligáig, alulról felfelé töltötték fel a négy ágat is. Egy ág az azonos ligából érkező négy csapatból állt. Egy csoportgyőztes nem játszhatott egy magasabb ligában lévő csapattal. Ha több mint négy csapat jutott kvótához ugyanabból a ligából, akkor sorsolás döntött arról, hogy mely csapatok maradtak az adott liga ágán. A maradék csapatokat a feljebb lévő ligák ágaira sorsolták. A sorsolást 2019. november 22-én tartották azok között, akik nem csoportgyőztesek.
A pótselejtező négy ága egyenként két elődöntőből és egy döntőből állt (a két elődöntő győztese között). Az 1. helyen rangsorolt csapat a 4. helyen rangsorolt csapattal, a 2. helyen rangsorolt csapat a 3. helyen rangsorolt csapattal mérkőzött, a magasabban rangsorolt csapat játszott hazai pályán. A döntők helyszíneit a két elődöntő párosításából sorsolták. A pótselejtező négy ágának négy győztese kijutott az Európa-bajnokságra.

### Rangsorolás a csoportban
Ha két vagy több csapat azonos pontszámmal állt egy csoportban, a sorrendet a következő pontok alapján határozták meg:
1. több szerzett pont az azonosan álló csapatok között lejátszott mérkőzéseken;
2. jobb gólkülönbség az azonosan álló csapatok között lejátszott mérkőzéseken;
3. több szerzett gól az azonosan álló csapatok között lejátszott mérkőzéseken;
4. több idegenben szerzett gól az azonosan álló csapatok között lejátszott mérkőzéseken;
5. Ha az 1–4. pontok alapján a csapatok továbbra is azonosan állnak, akkor az 1–4. pontokat újra alkalmazni kell ameddig a sorrend nem dönthető el.[a 1] Ha ez sem dönt, akkor a 6–10. pontok döntenek a sorrendről;
6. jobb gólkülönbség az összes mérkőzésen;
7. több szerzett gól az összes mérkőzésen;
8. több idegenben szerzett gól az összes mérkőzésen;
9. több győzelem az összes mérkőzésen;
10. több idegenben szerzett győzelem az összes mérkőzésen;
11. alacsonyabb fair play pontszám (1 pont egy sárga lap, 3 pont a két sárga lap utáni piros lap, 3 pont egy azonnali piros lap, 4 pont egy sárga lap utáni azonnali piros lap);
12. jobb helyezés az UEFA Nemzetek Ligája összesített rangsorában.

Megjegyzés
1. ↑  Ha két vagy több csapat azonos pontszámmal áll, akkor az 1–4. pontokat alkalmazzák. Ezt követően több csapatnak eldönthető a sorrendje, de nem biztos, hogy mindegyiknek. Ha például három csapat áll azonos pontszámmal, és az első négy pont alapján csak az egyik csapat helyezését lehet eldönteni, akkor a másik kettő még azonosan áll. Ebben az esetben a maradék két csapatra nézve újra az 1. ponttól kezdve kell eldönteni a helyezésüket.

### Összesített rangsorolás
Az összesített rangsorolást a hatodik helyezett csapatok elleni eredmény figyelembe vétele nélkül és a következő pontok alapján határozták meg:
1. helyezés a csoportban;
2. magasabb pontszám;
3. jobb gólkülönbség;
4. több szerzett gól;
5. több idegenben szerzett gól;
6. több győzelem;
7. több idegenben szerzett győzelem;
8. alacsonyabb fair play pontszám (1 pont egy sárga lap, 3 pont a két sárga lap utáni piros lap, 3 pont egy azonnali piros lap, 4 pont egy sárga lap utáni azonnali piros lap);
9. jobb helyezés az UEFA Nemzetek Ligája összesített rangsorában.

## Naptár
A 2020-as Európa-bajnokság selejtezőinek naptára:
| Szakasz       | Játéknap     | Dátum                  |
| ------------- | ------------ | ---------------------- |
| Selejtező     | 1. játéknap  | 2019. március 21–23.   |
| Selejtező     | 2. játéknap  | 2019. március 24–26.   |
| Selejtező     | 3. játéknap  | 2019. június 7–8.      |
| Selejtező     | 4. játéknap  | 2019. június 10–11.    |
| Selejtező     | 5. játéknap  | 2019. szeptember 5–7.  |
| Selejtező     | 6. játéknap  | 2019. szeptember 8–10. |
| Selejtező     | 7. játéknap  | 2019. október 10–12.   |
| Selejtező     | 8. játéknap  | 2019. október 13–15.   |
| Selejtező     | 9. játéknap  | 2019. november 14–16.  |
| Selejtező     | 10. játéknap | 2019. november 17–19.  |
| Pótselejtezők | Elődöntők    | 2020. március 26.      |
| Pótselejtezők | Döntők       | 2020. március 31.      |

## Sorsolás
A csoportok sorsolását 2018. december 2-án tartották Dublinban, Írországban. Az 55 csapatot 10 csoportba sorsolták: öt darab ötcsapatos (A–E) és öt darab hatcsapatos (F–J) csoportba.
A kiemelés a 2018–2019-es UEFA Nemzetek Ligája összesített rangsorolása szerint történt. Az UEFA Nemzetek Ligája egyenes kieséses szakaszának négy résztvevője külön kalapba került, amelyekben öt csapat szerepelt. Ezeknek a csapatoknak 8 mérkőzésük lesz, az UEFA Nemzetek Ligája egyenes kieséses szakaszának idején pihenőnaposak lesznek.
A sorsolást az UNL kalappal kezdték. Ezek a csapatok az A–D csoportokba kerültek. A sorsolást ezután az 1–6. kalappal folytatták. A 6. kalapban lévő csapatok az F–J csoportokba kerültek.
A sorsolás során a következő kritériumok voltak, amelyeket számítógép is segített betartani:
- Rendező országok: annak érdekében, hogy a 12 rendező ország mindegyike kijuthasson csoportgyőztesként vagy csoportmásodikként, a rendező országok közül legfeljebb kettő csapat kerülhet azonos csoportba. A rendező országok: Anglia, Azerbajdzsán, Dánia, Hollandia, Írország, Magyarország, Németország, Olaszország, Oroszország, Románia, Skócia, Spanyolország.
- Politikai okok: a következő csapatok politikai okok miatt nem kerülhetnek azonos csoportba: Örményország és Azerbajdzsán; Gibraltár és Spanyolország; Koszovó és Bosznia-Hercegovina; Koszovó és Szerbia; Ukrajna és Oroszország.
- Téli helyszínek: a téli hideg időjárás magasabb kockázata miatt legfeljebb kettő csapat kerülhet azonos csoportba a következő csapatokból: Észtország, Fehéroroszország, Feröer, Finnország, Izland, Lettország, Litvánia, Norvégia, Oroszország, Ukrajna.
- Túlzott utazás: a földrajzi távolság és az ebből következő hosszú utazás miatt legfeljebb egy párosítás lehet a következőkből:
  - Azerbajdzsán: Gibraltárral, Izlanddal, Portugáliával.
  - Izland: Ciprussal, Grúziával, Izraellel, Örményországgal.
  - Kazahsztán: Andorrával, Angliával, Észak-Írországgal, Franciaországgal, Feröerrel, Gibraltárral, Írországgal, Izlanddal, Máltával, Portugáliával, Skóciával, Spanyolországgal, Walesszel.

Ha a sorsolás folyamán egy csapatot akkor sorolnak ki vagy olyan csoportba kerülne, ahová a kritériumok szerint nem kerülhet, akkor a betűrendben következő első lehetséges csoportba kerül.

### Kiemelés
A kiemelés a 2018–2019-es UEFA Nemzetek Ligája összesített rangsorolása szerint történt.
- UNL kalap: Az UEFA Nemzetek Ligája egyenes kieséses szakaszának négy résztvevője
- 1. kalap: az UEFA Nemzetek Ligája összesített rangsorának 5–10. helyezettjei
- 2. kalap: az UEFA Nemzetek Ligája összesített rangsorának 11–20. helyezettjei
- 3. kalap: az UEFA Nemzetek Ligája összesített rangsorának 21–30. helyezettjei
- 4. kalap: az UEFA Nemzetek Ligája összesített rangsorának 31–40. helyezettjei
- 5. kalap: az UEFA Nemzetek Ligája összesített rangsorának 41–50. helyezettjei
- 6. kalap: az UEFA Nemzetek Ligája összesített rangsorának 51–55. helyezettjei

| Team       | Hely. |
| ---------- | ----- |
| Svájc      | 1.    |
| Portugália | 2.    |
| Hollandia  | 3.    |
| Anglia     | 4.    |

| Csapat        | Hely. |
| ------------- | ----- |
| Belgium       | 5.    |
| Franciaország | 6.    |
| Spanyolország | 7.    |
| Olaszország   | 8.    |
| Horvátország  | 9.    |
| Lengyelország | 10.   |

| Csapat              | Hely. |
| ------------------- | ----- |
| Németország         | 11.   |
| Izland              | 12.   |
| Bosznia-Hercegovina | 13.   |
| Ukrajna             | 14.   |
| Dánia               | 15.   |
| Svédország          | 16.   |
| Oroszország         | 17.   |
| Ausztria            | 18.   |
| Wales               | 19.   |
| Csehország          | 20.   |

| Csapat         | Hely. |
| -------------- | ----- |
| Szlovákia      | 21.   |
| Törökország    | 22.   |
| Írország       | 23.   |
| Észak-Írország | 24.   |
| Skócia         | 25.   |
| Norvégia       | 26.   |
| Szerbia        | 27.   |
| Finnország     | 28.   |
| Bulgária       | 29.   |
| Izrael         | 30.   |

| Csapat       | Hely. |
| ------------ | ----- |
| Magyarország | 31.   |
| Románia      | 32.   |
| Görögország  | 33.   |
| Albánia      | 34.   |
| Montenegró   | 35.   |
| Ciprus       | 36.   |
| Észtország   | 37.   |
| Szlovénia    | 38.   |
| Litvánia     | 39.   |
| Grúzia       | 40.   |

| Csapat           | Hely. |
| ---------------- | ----- |
| Észak-Macedónia  | 41.   |
| Koszovó          | 42.   |
| Fehéroroszország | 43.   |
| Luxemburg        | 44.   |
| Örményország     | 45.   |
| Azerbajdzsán     | 46.   |
| Kazahsztán       | 47.   |
| Moldova          | 48.   |
| Gibraltár        | 49.   |
| Feröer           | 50.   |

| Csapat        | Hely. |
| ------------- | ----- |
| Lettország    | 51.   |
| Liechtenstein | 52.   |
| Andorra       | 53.   |
| Málta         | 54.   |
| San Marino    | 55.   |

## Végeredmény
| A csoport             | B csoport              | C csoport                 | D csoport       | E csoport              | F csoport                    | G csoport                  | H csoport                     | I csoport               | J csoport                  |
| --------------------- | ---------------------- | ------------------------- | --------------- | ---------------------- | ---------------------------- | -------------------------- | ----------------------------- | ----------------------- | -------------------------- |
| · Anglia · Csehország | · Ukrajna · Portugália | · Németország · Hollandia | · Svájc · Dánia | · Horvátország · Wales | · Spanyolország · Svédország | · Lengyelország · Ausztria | · Franciaország · Törökország | · Belgium · Oroszország | · Olaszország · Finnország |
| · Koszovó             | · Szerbia              | · Észak-Írország          | · Írország      | · Szlovákia            | · Norvégia                   | · Észak-Macedónia          | · Izland                      | · Skócia                | · Görögország              |
| · Bulgária            | · Luxemburg            | · Fehéroroszország        | · Grúzia        | · Magyarország         | · Románia                    | · Szlovénia                | · Albánia                     | · Ciprus                | · Bosznia-Hercegovina      |
| · Montenegró          | · Litvánia             | · Észtország              | · Gibraltár     | · Azerbajdzsán         | · Feröer                     | · Izrael                   | · Andorra                     | · Kazahsztán            | · Örményország             |
|                       |                        |                           |                 |                        | · Málta                      | · Lettország               | · Moldova                     | · San Marino            | · Liechtenstein            |

## Csoportok

### A csoport
| Hely. | Csapat     | M | Gy | D | V | G+ | G– | Gk  | P  | Továbbjutás                                     |  | ENG | CZE | KVX | BUL | MNE |
| ----- | ---------- | - | -- | - | - | -- | -- | --- | -- | ----------------------------------------------- |  | --- | --- | --- | --- | --- |
| 1.    | Anglia     | 8 | 7  | 0 | 1 | 37 | 6  | +31 | 21 | Kijutott a 2020-as labdarúgó-Európa-bajnokságra |  | —   | 5–0 | 5–3 | 4–0 | 7–0 |
| 2.    | Csehország | 8 | 5  | 0 | 3 | 13 | 11 | +2  | 15 | Kijutott a 2020-as labdarúgó-Európa-bajnokságra |  | 2–1 | —   | 2–1 | 2–1 | 3–0 |
| 3.    | Koszovó    | 8 | 3  | 2 | 3 | 13 | 16 | −3  | 11 | Pótselejtezőre került                           |  | 0–4 | 2–1 | —   | 1–1 | 2–0 |
| 4.    | Bulgária   | 8 | 1  | 3 | 4 | 6  | 17 | −11 | 6  | Pótselejtezőre került                           |  | 0–6 | 1–0 | 2–3 | —   | 1–1 |
| 5.    | Montenegró | 8 | 0  | 3 | 5 | 3  | 22 | −19 | 3  |                                                 |  | 1–5 | 0–3 | 1–1 | 0–0 | —   |

### B csoport
| Hely. | Csapat     | M | Gy | D | V | G+ | G– | Gk  | P  | Továbbjutás                                     |     | UKR | POR | SRB | LUX | LTU |
| ----- | ---------- | - | -- | - | - | -- | -- | --- | -- | ----------------------------------------------- | --- | --- | --- | --- | --- | --- |
| 1.    | Ukrajna    | 8 | 6  | 2 | 0 | 17 | 4  | +13 | 20 | Kijutott a 2020-as labdarúgó-Európa-bajnokságra |     | —   | 2–1 | 5–0 | 1–0 | 2–0 |
| 2.    | Portugália | 8 | 5  | 2 | 1 | 22 | 6  | +16 | 17 | Kijutott a 2020-as labdarúgó-Európa-bajnokságra |     | 0–0 | —   | 1–1 | 3–0 | 6–0 |
| 3.    | Szerbia    | 8 | 4  | 2 | 2 | 17 | 17 | 0   | 14 | Pótselejtezőre került                           |     | 2–2 | 2–4 | —   | 3–2 | 4–1 |
| 4.    | Luxemburg  | 8 | 1  | 1 | 6 | 7  | 16 | −9  | 4  |                                                 |     | 1–2 | 0–2 | 1–3 | —   | 2–1 |
| 5.    | Litvánia   | 8 | 0  | 1 | 7 | 5  | 25 | −20 | 1  |                                                 | 0–3 | 1–5 | 1–2 | 1–1 | —   |     |

### C csoport
| Hely. | Csapat           | M | Gy | D | V | G+ | G– | Gk  | P  | Továbbjutás                                     |  | GER | NED | NIR | BLR | EST |
| ----- | ---------------- | - | -- | - | - | -- | -- | --- | -- | ----------------------------------------------- |  | --- | --- | --- | --- | --- |
| 1.    | Németország      | 8 | 7  | 0 | 1 | 30 | 7  | +23 | 21 | Kijutott a 2020-as labdarúgó-Európa-bajnokságra |  | —   | 2–4 | 6–1 | 4–0 | 8–0 |
| 2.    | Hollandia        | 8 | 6  | 1 | 1 | 24 | 7  | +17 | 19 | Kijutott a 2020-as labdarúgó-Európa-bajnokságra |  | 2–3 | —   | 3–1 | 4–0 | 5–0 |
| 3.    | Észak-Írország   | 8 | 4  | 1 | 3 | 9  | 13 | −4  | 13 | Pótselejtezőre került                           |  | 0–2 | 0–0 | —   | 2–1 | 2–0 |
| 4.    | Fehéroroszország | 8 | 1  | 1 | 6 | 4  | 16 | −12 | 4  | Pótselejtezőre került                           |  | 0–2 | 1–2 | 0–1 | —   | 0–0 |
| 5.    | Észtország       | 8 | 0  | 1 | 7 | 2  | 26 | −24 | 1  |                                                 |  | 0–3 | 0–4 | 1–2 | 1–2 | —   |

### D csoport
| Hely. | Csapat    | M | Gy | D | V | G+ | G– | Gk  | P  | Továbbjutás                                     |  | SUI | DEN | IRL | GEO | GIB |
| ----- | --------- | - | -- | - | - | -- | -- | --- | -- | ----------------------------------------------- |  | --- | --- | --- | --- | --- |
| 1.    | Svájc     | 8 | 5  | 2 | 1 | 19 | 6  | +13 | 17 | Kijutott a 2020-as labdarúgó-Európa-bajnokságra |  | —   | 3–3 | 2–0 | 1–0 | 4–0 |
| 2.    | Dánia     | 8 | 4  | 4 | 0 | 23 | 6  | +17 | 16 | Kijutott a 2020-as labdarúgó-Európa-bajnokságra |  | 1–0 | —   | 1–1 | 5–1 | 6–0 |
| 3.    | Írország  | 8 | 3  | 4 | 1 | 7  | 5  | +2  | 13 | Pótselejtezőre került                           |  | 1–1 | 1–1 | —   | 1–0 | 2–0 |
| 4.    | Grúzia    | 8 | 2  | 2 | 4 | 7  | 11 | −4  | 8  | Pótselejtezőre került                           |  | 0–2 | 0–0 | 0–0 | —   | 3–0 |
| 5.    | Gibraltár | 8 | 0  | 0 | 8 | 3  | 31 | −28 | 0  |                                                 |  | 1–6 | 0–6 | 0–1 | 2–3 | —   |

### E csoport
| Hely. | Csapat       | M | Gy | D | V | G+ | G– | Gk  | P  | Továbbjutás                                     |  | CRO | WAL | SVK | HUN | AZE |
| ----- | ------------ | - | -- | - | - | -- | -- | --- | -- | ----------------------------------------------- |  | --- | --- | --- | --- | --- |
| 1.    | Horvátország | 8 | 5  | 2 | 1 | 17 | 7  | +10 | 17 | Kijutott a 2020-as labdarúgó-Európa-bajnokságra |  | —   | 2–1 | 3–1 | 3–0 | 2–1 |
| 2.    | Wales        | 8 | 4  | 2 | 2 | 10 | 6  | +4  | 14 | Kijutott a 2020-as labdarúgó-Európa-bajnokságra |  | 1–1 | —   | 1–0 | 2–0 | 2–1 |
| 3.    | Szlovákia    | 8 | 4  | 1 | 3 | 13 | 11 | +2  | 13 | Pótselejtezőre került                           |  | 0–4 | 1–1 | —   | 2–0 | 2–0 |
| 4.    | Magyarország | 8 | 4  | 0 | 4 | 8  | 11 | −3  | 12 | Pótselejtezőre került                           |  | 2–1 | 1–0 | 1–2 | —   | 1–0 |
| 5.    | Azerbajdzsán | 8 | 0  | 1 | 7 | 5  | 18 | −13 | 1  |                                                 |  | 1–1 | 0–2 | 1–5 | 1–3 | —   |

### F csoport
| Hely. | Csapat        | M  | Gy | D | V | G+ | G– | Gk  | P  | Továbbjutás                                     |     | ESP | SWE | NOR | ROU | FRO | MLT |
| ----- | ------------- | -- | -- | - | - | -- | -- | --- | -- | ----------------------------------------------- | --- | --- | --- | --- | --- | --- | --- |
| 1.    | Spanyolország | 10 | 8  | 2 | 0 | 31 | 5  | +26 | 26 | Kijutott a 2020-as labdarúgó-Európa-bajnokságra |     | —   | 3–0 | 2–1 | 5–0 | 4–0 | 7–0 |
| 2.    | Svédország    | 10 | 6  | 3 | 1 | 23 | 9  | +14 | 21 | Kijutott a 2020-as labdarúgó-Európa-bajnokságra |     | 1–1 | —   | 1–1 | 2–1 | 3–0 | 3–0 |
| 3.    | Norvégia      | 10 | 4  | 5 | 1 | 19 | 11 | +8  | 17 | Pótselejtezőre került                           |     | 1–1 | 3–3 | —   | 2–2 | 4–0 | 2–0 |
| 4.    | Románia       | 10 | 4  | 2 | 4 | 17 | 15 | +2  | 14 | Pótselejtezőre került                           |     | 1–2 | 0–2 | 1–1 | —   | 4–1 | 1–0 |
| 5.    | Feröer        | 10 | 1  | 0 | 9 | 4  | 30 | −26 | 3  |                                                 |     | 1–4 | 0–4 | 0–2 | 0–3 | —   | 1–0 |
| 6.    | Málta         | 10 | 1  | 0 | 9 | 3  | 27 | −24 | 3  |                                                 | 0–2 | 0–4 | 1–2 | 0–4 | 2–1 | —   |     |

### G csoport
| Hely. | Csapat          | M  | Gy | D | V | G+ | G– | Gk  | P  | Továbbjutás                                     |  | POL | AUT | MKD | SVN | ISR | LVA |
| ----- | --------------- | -- | -- | - | - | -- | -- | --- | -- | ----------------------------------------------- |  | --- | --- | --- | --- | --- | --- |
| 1.    | Lengyelország   | 10 | 8  | 1 | 1 | 18 | 5  | +13 | 25 | Kijutott a 2020-as labdarúgó-Európa-bajnokságra |  | —   | 0–0 | 2–0 | 3–2 | 4–0 | 2–0 |
| 2.    | Ausztria        | 10 | 6  | 1 | 3 | 19 | 9  | +10 | 19 | Kijutott a 2020-as labdarúgó-Európa-bajnokságra |  | 0–1 | —   | 2–1 | 1–0 | 3–1 | 6–0 |
| 3.    | Észak-Macedónia | 10 | 4  | 2 | 4 | 12 | 13 | −1  | 14 | Pótselejtezőre került                           |  | 0–1 | 1–4 | —   | 2–1 | 1–0 | 3–1 |
| 4.    | Szlovénia       | 10 | 4  | 2 | 4 | 16 | 11 | +5  | 14 |                                                 |  | 2–0 | 0–1 | 1–1 | —   | 3–2 | 1–0 |
| 5.    | Izrael          | 10 | 3  | 2 | 5 | 16 | 18 | −2  | 11 | Pótselejtezőre került                           |  | 1–2 | 4–2 | 1–1 | 1–1 | —   | 3–1 |
| 6.    | Lettország      | 10 | 1  | 0 | 9 | 3  | 28 | −25 | 3  |                                                 |  | 0–3 | 1–0 | 0–2 | 0–5 | 0–3 | —   |

1. 1 2  Egymás elleni eredmény: Észak-Macedónia 4 pont, Szlovénia 1 pont.

### H csoport
| Hely. | Csapat        | M  | Gy | D | V | G+ | G– | Gk  | P  | Továbbjutás                                     |     | FRA | TUR | ISL | ALB | AND | MDA |
| ----- | ------------- | -- | -- | - | - | -- | -- | --- | -- | ----------------------------------------------- | --- | --- | --- | --- | --- | --- | --- |
| 1.    | Franciaország | 10 | 8  | 1 | 1 | 25 | 6  | +19 | 25 | Kijutott a 2020-as labdarúgó-Európa-bajnokságra |     | —   | 1–1 | 4–0 | 4–1 | 3–0 | 2–1 |
| 2.    | Törökország   | 10 | 7  | 2 | 1 | 18 | 3  | +15 | 23 | Kijutott a 2020-as labdarúgó-Európa-bajnokságra |     | 2–0 | —   | 0–0 | 1–0 | 1–0 | 4–0 |
| 3.    | Izland        | 10 | 6  | 1 | 3 | 14 | 11 | +3  | 19 | Pótselejtezőre került                           |     | 0–1 | 2–1 | —   | 1–0 | 2–0 | 3–0 |
| 4.    | Albánia       | 10 | 4  | 1 | 5 | 16 | 14 | +2  | 13 |                                                 |     | 0–2 | 0–2 | 4–2 | —   | 2–2 | 2–0 |
| 5.    | Andorra       | 10 | 1  | 1 | 8 | 3  | 20 | −17 | 4  |                                                 | 0–4 | 0–2 | 0–2 | 0–3 | —   | 1–0 |     |
| 6.    | Moldova       | 10 | 1  | 0 | 9 | 4  | 26 | −22 | 3  |                                                 | 1–4 | 0–4 | 1–2 | 0–4 | 1–0 | —   |     |

### I csoport
| Hely. | Csapat      | M  | Gy | D | V  | G+ | G– | Gk  | P  | Továbbjutás                                     |     | BEL | RUS | SCO | CYP | KAZ | SMR |
| ----- | ----------- | -- | -- | - | -- | -- | -- | --- | -- | ----------------------------------------------- | --- | --- | --- | --- | --- | --- | --- |
| 1.    | Belgium     | 10 | 10 | 0 | 0  | 40 | 3  | +37 | 30 | Kijutott a 2020-as labdarúgó-Európa-bajnokságra |     | —   | 3–1 | 3–0 | 6–1 | 3–0 | 9–0 |
| 2.    | Oroszország | 10 | 8  | 0 | 2  | 33 | 8  | +25 | 24 | Kijutott a 2020-as labdarúgó-Európa-bajnokságra |     | 1–4 | —   | 4–0 | 1–0 | 1–0 | 9–0 |
| 3.    | Skócia      | 10 | 5  | 0 | 5  | 16 | 19 | −3  | 15 | Pótselejtezőre került                           |     | 0–4 | 1–2 | —   | 2–1 | 3–1 | 6–0 |
| 4.    | Ciprus      | 10 | 3  | 1 | 6  | 15 | 20 | −5  | 10 |                                                 |     | 0–2 | 0–5 | 1–2 | —   | 1–1 | 5–0 |
| 5.    | Kazahsztán  | 10 | 3  | 1 | 6  | 13 | 17 | −4  | 10 |                                                 | 0–2 | 0–4 | 3–0 | 1–2 | —   | 4–0 |     |
| 6.    | San Marino  | 10 | 0  | 0 | 10 | 1  | 51 | −50 | 0  |                                                 | 0–4 | 0–5 | 0–2 | 0–4 | 1–3 | —   |     |

1. 1 2  Egymás elleni eredmény: Ciprus 4 pont, Kazahsztán 1 pont.

### J csoport
| Hely. | Csapat              | M  | Gy | D | V | G+ | G– | Gk  | P  | Továbbjutás                                     |     | ITA | FIN | GRE | BIH | ARM | LIE |
| ----- | ------------------- | -- | -- | - | - | -- | -- | --- | -- | ----------------------------------------------- | --- | --- | --- | --- | --- | --- | --- |
| 1.    | Olaszország         | 10 | 10 | 0 | 0 | 37 | 4  | +33 | 30 | Kijutott a 2020-as labdarúgó-Európa-bajnokságra |     | —   | 2–0 | 2–0 | 2–1 | 9–1 | 6–0 |
| 2.    | Finnország          | 10 | 6  | 0 | 4 | 16 | 10 | +6  | 18 | Kijutott a 2020-as labdarúgó-Európa-bajnokságra |     | 1–2 | —   | 1–0 | 2–0 | 3–0 | 3–0 |
| 3.    | Görögország         | 10 | 4  | 2 | 4 | 12 | 14 | −2  | 14 |                                                 |     | 0–3 | 2–1 | —   | 2–1 | 2–3 | 1–1 |
| 4.    | Bosznia-Hercegovina | 10 | 4  | 1 | 5 | 20 | 17 | +3  | 13 | Pótselejtezőre került                           |     | 0–3 | 4–1 | 2–2 | —   | 2–1 | 5–0 |
| 5.    | Örményország        | 10 | 3  | 1 | 6 | 14 | 25 | −11 | 10 |                                                 |     | 1–3 | 0–2 | 0–1 | 4–2 | —   | 3–0 |
| 6.    | Liechtenstein       | 10 | 0  | 2 | 8 | 2  | 31 | −29 | 2  |                                                 | 0–5 | 0–2 | 0–2 | 0–3 | 1–1 | —   |     |

## Pótselejtezők
Azok a csapatok, amelyek az Európa-bajnokság selejtezőjéből nem jutottak ki az Eb-re, pótselejtezőn szerezhettek részvételi jogot. A Nemzetek Ligája mindegyik ligája egy helyet biztosított a maradék négy kiadó helyre. Mindegyik ligából az a legjobb négy csapat, amely nem jutott ki az Európa-bajnokságra részt vehet a pótselejtezőn, melyeket 2020 márciusában játszanak. Elsősorban a ligák csoportgyőztesei játszhatnak pótselejtezőt, de ha egy csoportgyőztes már a Eb-selejtezőből kijutott, akkor az adott liga következő legjobb helyezettje kap helyet a pótselejtezőben. Ha valamelyik ligából kevesebb mint négy csapat nem jutott ki a selejtezőből, akkor a pótselejtezős helyeket a Nemzetek Ligája következő legjobb helyezettjei kapták.

### Résztvevők
A csapatok kiválasztásának eljárása döntötte el, hogy a szabályok alapján mely 16 csapat játszhatott pótselejtezőt. A kékkel jelzett csapatok voltak a pótselejtezősök.
| Hely. | Csapat           |
| ----- | ---------------- |
| 1. CS | Portugália       |
| 2. CS | Hollandia[R]     |
| 3. CS | Anglia[R]        |
| 4. CS | Svájc            |
| 5.    | Belgium          |
| 6.    | Franciaország    |
| 7.    | Spanyolország[R] |
| 8.    | Olaszország[R]   |
| 9.    | Horvátország     |
| 10.   | Lengyelország    |
| 11.   | Németország[R]   |
| 12.   | Izland           |

| Hely.  | Csapat              |
| ------ | ------------------- |
| 13. CS | Bosznia-Hercegovina |
| 14. CS | Ukrajna             |
| 15. CS | Dánia[R]            |
| 16. CS | Svédország          |
| 17.    | Oroszország[R]      |
| 18.    | Ausztria            |
| 19.    | Wales               |
| 20.    | Csehország          |
| 21.    | Szlovákia           |
| 22.    | Törökország         |
| 23.    | Írország[R]         |
| 24.    | Észak-Írország      |

| Hely.  | Csapat          |
| ------ | --------------- |
| 25. CS | Skócia[R]       |
| 26. CS | Norvégia        |
| 27. CS | Szerbia         |
| 28. CS | Finnország      |
| 29.    | Bulgária        |
| 30.    | Izrael          |
| 31.    | Magyarország[R] |
| 32.    | Románia[R]      |
| 33.    | Görögország     |
| 34.    | Albánia         |
| 35.    | Montenegró      |
| 36.    | Ciprus          |
| 37.    | Észtország      |
| 38.    | Szlovénia       |
| 39.    | Litvánia        |

| Hely.  | Csapat           |
| ------ | ---------------- |
| 40. CS | Grúzia           |
| 41. CS | Észak-Macedónia  |
| 42. CS | Koszovó          |
| 43. CS | Fehéroroszország |
| 44.    | Luxemburg        |
| 45.    | Örményország     |
| 46.    | Azerbajdzsán[R]  |
| 47.    | Kazahsztán       |
| 48.    | Moldova          |
| 49.    | Gibraltár        |
| 50.    | Feröer           |
| 51.    | Lettország       |
| 52.    | Liechtenstein    |
| 53.    | Andorra          |
| 54.    | Málta            |
| 55.    | San Marino       |

Jegyzetek
- CS NL-csoportgyőztes
- [R] rendező
- pótselejtezőbe jutott
- kijutott az Európa-bajnokságra

### Sorsolás
A pótselejtező sorsolását 2019. november 22-én, 12 órától tartották az UEFA székházában, Nyonban. A sorsolás döntött arról, hogy az ágakra mely, nem csoportgyőztes csapatok kerültek. Négy külön sorsolás döntött a két elődöntő győztese között arról, hogy az ágak döntőit hol játsszák.
A speciális sorsolás miatt a sorsolás menetét  a selejtezők befejezése után véglegesítették. A következő általános elveket alkalmazták, de további feltételeket is jóváhagyhattak, ha bármilyen különleges feltétel fennállt:
- A tornával kapcsolatos ok: annak érdekében, hogy a rendező országok csapatainak legyen lehetőségük kijutni az Eb-re, a rendezők lehetőség szerint külön ágakra kerültek.
- Tiltott párosítások: politikai okok miatt a következő párosítások nem voltak lehetségesek: Örményország és Azerbajdzsán; Gibraltár és Spanyolország; Koszovó és Bosznia-Hercegovina; Koszovó és Szerbia; Ukrajna és Oroszország. Ha nem lehetséges, hogy a csapatok külön ágra kerüljenek (pl. mindkét csapat csoportgyőztes ugyanazon az ágon), akkor a mérkőzés feltételeit külön meghatározták (pl. semleges helyszínen és/vagy zárt kapuk mögött kell lejátszani).
- Lehetséges kiemelés: kiemelés szükséges lehetett, ha a csapatok speciális kombinációi kerültek a pótselejtezőre.

Az alábbi csapatok pótselejtezőre jutottak, az egyik csapatot a C ágra, a C4 pozícióra sorsolták. A többi csapat az A ágra került, a Nemzetek Ligájában elért eredményeik sorrendjében.
- Bulgária
- Izrael
- Magyarország[R]
- Románia[R]

Jegyzetek
- [R] – rendező

A pótselejtező ágai:

| Hely. | Csapat          |
| ----- | --------------- |
| 1.    | Izland          |
| 2.    | Bulgária        |
| 3.    | Magyarország[R] |
| 4.    | Románia[R]      |

| Hely. | Csapat              |
| ----- | ------------------- |
| 1.    | Bosznia-Hercegovina |
| 2.    | Szlovákia           |
| 3.    | Írország            |
| 4.    | Észak-Írország      |

| Hely. | Csapat    |
| ----- | --------- |
| 1.    | Skócia[R] |
| 2.    | Norvégia  |
| 3.    | Szerbia   |
| 4.    | Izrael    |

| Hely. | Csapat           |
| ----- | ---------------- |
| 1.    | Grúzia           |
| 2.    | Észak-Macedónia  |
| 3.    | Koszovó          |
| 4.    | Fehéroroszország |

Jegyzetek
- [R] – rendező

Az alábbi elődöntők győztesei játszhattak otthon hazai pályán a döntőben:
- A ág: 2. elődöntő győztese (Bulgária–Magyarország)
- B ág: 1. elődöntő győztese (Bosznia-Hercegovina–Észak-Írország)
- C ág: 2. elődöntő győztese (Norvégia–Szerbia)
- D ág: 1. elődöntő győztese (Grúzia–Fehéroroszország)

### A ág
| Hazai        | Eredmény | Vendég       |
| ------------ | -------- | ------------ |
| Elődöntők    |          |              |
| Izland       | 2–1      | Románia      |
| Bulgária     | 1–3      | Magyarország |
| Döntő        |          |              |
| Magyarország | 2–1      | Izland       |

### B ág
| Hazai               | Eredmény            | Vendég         |
| ------------------- | ------------------- | -------------- |
| Elődöntők           |                     |                |
| Bosznia-Hercegovina | 1–1 (h.u.) (t. 3–4) | Észak-Írország |
| Szlovákia           | 0–0 (h.u.) (t. 4–2) | Írország       |
| Döntő               |                     |                |
| Észak-Írország      | 1–2 (h.u.)          | Szlovákia      |

### C ág
| Hazai     | Eredmény            | Vendég  |
| --------- | ------------------- | ------- |
| Elődöntők |                     |         |
| Skócia    | 0–0 (h.u.) (t. 5–3) | Izrael  |
| Norvégia  | 1–2 (h.u.)          | Szerbia |
| Döntő     |                     |         |
| Szerbia   | 1–1 (h.u.) (t. 4–5) | Skócia  |

### D ág
| Hazai           | Eredmény | Vendég           |
| --------------- | -------- | ---------------- |
| Elődöntők       |          |                  |
| Grúzia          | 1–0      | Fehéroroszország |
| Észak-Macedónia | 2–1      | Koszovó          |
| Döntő           |          |                  |
| Grúzia          | 0–1      | Észak-Macedónia  |

## Összesített rangsor
Az összesített rangsor alapján emelték ki a csapatokat a 2020-as Európa-bajnokság csoportjainak sorsolásához. A csoporthatodikok elleni eredményeket nem vették figyelembe.
| Hely. | Cs | Csapat              | M  | Gy | D | V  | G+ | G– | Gk  | P  |
| ----- | -- | ------------------- | -- | -- | - | -- | -- | -- | --- | -- |
| 1.    | I  | Belgium             | 8  | 8  | 0 | 0  | 27 | 3  | +24 | 24 |
| 2.    | J  | Olaszország         | 8  | 8  | 0 | 0  | 26 | 4  | +22 | 24 |
| 3.    | A  | Anglia              | 8  | 7  | 0 | 1  | 37 | 6  | +31 | 21 |
| 4.    | C  | Németország         | 8  | 7  | 0 | 1  | 30 | 7  | +23 | 21 |
| 5.    | F  | Spanyolország       | 8  | 6  | 2 | 0  | 22 | 5  | +17 | 20 |
| 6.    | B  | Ukrajna             | 8  | 6  | 2 | 0  | 17 | 4  | +13 | 20 |
| 7.    | H  | Franciaország       | 8  | 6  | 1 | 1  | 19 | 4  | +15 | 19 |
| 8.    | G  | Lengyelország       | 8  | 6  | 1 | 1  | 13 | 5  | +8  | 19 |
| 9.    | D  | Svájc               | 8  | 5  | 2 | 1  | 19 | 6  | +13 | 17 |
| 10.   | E  | Horvátország        | 8  | 5  | 2 | 1  | 17 | 7  | +10 | 17 |
|       |    |                     |    |    |   |    |    |    |     |    |
| 11.   | C  | Hollandia           | 8  | 6  | 1 | 1  | 24 | 7  | +17 | 19 |
| 12.   | I  | Oroszország         | 8  | 6  | 0 | 2  | 19 | 8  | +11 | 18 |
| 13.   | B  | Portugália          | 8  | 5  | 2 | 1  | 22 | 6  | +16 | 17 |
| 14.   | H  | Törökország         | 8  | 5  | 2 | 1  | 10 | 3  | +7  | 17 |
| 15.   | D  | Dánia               | 8  | 4  | 4 | 0  | 23 | 6  | +17 | 16 |
| 16.   | G  | Ausztria            | 8  | 5  | 1 | 2  | 13 | 8  | +5  | 16 |
| 17.   | F  | Svédország          | 8  | 4  | 3 | 1  | 16 | 9  | +7  | 15 |
| 18.   | A  | Csehország          | 8  | 5  | 0 | 3  | 13 | 11 | +2  | 15 |
| 19.   | E  | Wales               | 8  | 4  | 2 | 2  | 10 | 6  | +4  | 14 |
| 20.   | J  | Finnország          | 8  | 4  | 0 | 4  | 11 | 10 | +1  | 12 |
|       |    |                     |    |    |   |    |    |    |     |    |
| 21.   | B  | Szerbia             | 8  | 4  | 2 | 2  | 17 | 17 | 0   | 14 |
| 22.   | E  | Szlovákia           | 8  | 4  | 1 | 3  | 13 | 11 | +2  | 13 |
| 23.   | D  | Írország            | 8  | 3  | 4 | 1  | 7  | 5  | +2  | 13 |
| 24.   | H  | Izland              | 8  | 4  | 1 | 3  | 9  | 10 | −1  | 13 |
| 25.   | C  | Észak-Írország      | 8  | 4  | 1 | 3  | 9  | 13 | −4  | 13 |
| 26.   | F  | Norvégia            | 8  | 2  | 5 | 1  | 15 | 10 | +5  | 11 |
| 27.   | A  | Koszovó             | 8  | 3  | 2 | 3  | 13 | 16 | −3  | 11 |
| 28.   | J  | Görögország         | 8  | 3  | 1 | 4  | 9  | 13 | −4  | 10 |
| 29.   | I  | Skócia              | 8  | 3  | 0 | 5  | 8  | 19 | −11 | 9  |
| 30.   | G  | Észak-Macedónia     | 8  | 2  | 2 | 4  | 7  | 12 | −5  | 8  |
|       |    |                     |    |    |   |    |    |    |     |    |
| 31.   | E  | Magyarország        | 8  | 4  | 0 | 4  | 8  | 11 | −3  | 12 |
| 32.   | G  | Szlovénia           | 8  | 2  | 2 | 4  | 10 | 11 | −1  | 8  |
| 33.   | F  | Románia             | 8  | 2  | 2 | 4  | 12 | 15 | −3  | 8  |
| 34.   | D  | Grúzia              | 8  | 2  | 2 | 4  | 7  | 11 | −4  | 8  |
| 35.   | H  | Albánia             | 8  | 2  | 1 | 5  | 10 | 14 | −4  | 7  |
| 36.   | J  | Bosznia-Hercegovina | 8  | 2  | 1 | 5  | 12 | 17 | −5  | 7  |
| 37.   | A  | Bulgária            | 8  | 1  | 3 | 4  | 6  | 17 | −11 | 6  |
| 38.   | B  | Luxemburg           | 8  | 1  | 1 | 6  | 7  | 16 | −9  | 4  |
| 39.   | C  | Fehéroroszország    | 8  | 1  | 1 | 6  | 4  | 16 | −12 | 4  |
| 40.   | I  | Ciprus              | 8  | 1  | 1 | 6  | 6  | 20 | −14 | 4  |
|       |    |                     |    |    |   |    |    |    |     |    |
| 41.   | J  | Örményország        | 8  | 2  | 0 | 6  | 10 | 24 | −14 | 6  |
| 42.   | G  | Izrael              | 8  | 1  | 2 | 5  | 10 | 17 | −7  | 5  |
| 43.   | I  | Kazahsztán          | 8  | 1  | 1 | 6  | 6  | 16 | −10 | 4  |
| 44.   | A  | Montenegró          | 8  | 0  | 3 | 5  | 3  | 22 | −19 | 3  |
| 45.   | E  | Azerbajdzsán        | 8  | 0  | 1 | 7  | 5  | 18 | −13 | 1  |
| 46.   | H  | Andorra             | 8  | 0  | 1 | 7  | 2  | 19 | −17 | 1  |
| 47.   | B  | Litvánia            | 8  | 0  | 1 | 7  | 5  | 25 | −20 | 1  |
| 48.   | C  | Észtország          | 8  | 0  | 1 | 7  | 2  | 26 | −24 | 1  |
| 49.   | F  | Feröer              | 8  | 0  | 0 | 8  | 2  | 28 | −26 | 0  |
| 50.   | D  | Gibraltár           | 8  | 0  | 0 | 8  | 3  | 31 | −28 | 0  |
|       |    |                     |    |    |   |    |    |    |     |    |
| 51.   | H  | Moldova             | 10 | 1  | 0 | 9  | 4  | 26 | −22 | 3  |
| 52.   | F  | Málta               | 10 | 1  | 0 | 9  | 3  | 27 | −24 | 3  |
| 53.   | G  | Lettország          | 10 | 1  | 0 | 9  | 3  | 28 | −25 | 3  |
| 54.   | J  | Liechtenstein       | 10 | 0  | 2 | 8  | 2  | 31 | −29 | 2  |
| 55.   | I  | San Marino          | 10 | 0  | 0 | 10 | 1  | 51 | −50 | 0  |